# Chalchuapa
Chalchuapa ist der Hauptort des gleichnamigen Municipios im Süden des Departamento Santa Ana im Westen von El Salvador. Der Name ist der Nahuatl-Sprache entnommen und bedeutet so viel wie „Jadefluss.“

## Lage
Chalchuapa liegt in einer Höhe von etwa 700 m ü. d. M. und etwa 80 Kilometer von der Hauptstadt San Salvador entfernt. Die Grenze zum Nachbarstaat Guatemala befindet sich etwa 20 Kilometer (Luftlinie) weiter westlich.

## Wirtschaft
Neben handwerklichen Kleinbetrieben aller Art spielen der Anbau und der Export von Kaffee, Rohrzucker und Zitrusfrüchten die dominierende Rolle im Wirtschaftsleben der Stadt bzw. des Municipios. Außerdem gibt es eine Kleider- und eine Schuhmanufaktur.

## Geschichte
Der ehemalige Vulkankrater der etwa einen Quadratkilometer großen Laguna Cuzcachapa ist bereits seit Jahrzehntausenden mit Wasser gefüllt – er war wahrscheinlich der Hauptgrund für die Ansiedlung von Menschen in seiner Umgebung. Die Ruinen der beiden Maya-Städte Casa Blanca und Tazumal liegen in unmittelbarer Nachbarschaft zu Chalchuapa; El Trapiche, Pampe und Las Victorias sind weitere Fundplätze in der näheren Umgebung, doch sind dort bislang keine Ausgrabungsarbeiten und/oder Rekonstruktionsmaßnahmen durchgeführt worden.
Im Zuge der Conquista geriet das gesamte Gebiet unter spanische Herrschaft. Im Rahmen der Unabhängigkeitsbestrebungen der mittelamerikanischen Kolonien entstand die Frage einer Neuorganisation der Herrschaft, wobei das Modell eines zentralamerikanischen Staatenbundes diskutiert und in den Jahren 1823–1838 ansatzweise auch realisiert wurde. Der seit 1873 regierende guatemaltekische Präsident Justo Rufino Barrios Auyón war der Wortführer beim Versuch einer Wiederbelebung der Konföderation, doch wurde er in einer Schlacht gegen die Truppen des salvadorianischen Präsidenten Rafael Zaldívar am 2. April 1885 in der Schlacht von Chalchuapa getötet.

## Sehenswürdigkeiten
- Chalchuapa ist vor allem bekannt als Hauptfundort von Maya-Relikten in El Salvador; die Ruinenstätten von Tazumal und Casa Blanca mit ihren Museen lohnen einen Besuch.
- Die dem Apostel Jakobus geweihte Barockkirche Santiago Apostol aus dem 17. Jahrhundert ist ein Juwel der Kolonialarchitektur Mittelamerikas. Der die Kirchenfassade mit eingestellten Heiligenfiguren bekrönende Glockengiebel erfüllt jedoch seit langem nur noch Zierfunktionen, denn die Glocken hängen im Obergeschoss des – später hinzugefügten(?) – seitlichen Turmes. Das Innere der Kirche ist dreischiffig mit hölzernen Stützen und einem hölzernen 'Kraggewölbe' über dem Mittelschiff; mehrere barocke Seitenaltäre und ein Altarretabel in flachen Chorschluss runden den harmonischen Eindruck ab. Ein Reiterstandbild Santiagos bekrönt die Kuppel des Kirchenbaus. Die Kirche ist seit 1992 als Monumento nacional eingestuft.

## Persönlichkeiten
- Sara García Gross (* 1986), Psychologin und Frauenrechtsaktivistin

## Festtage
- Patronatsfest zu Ehren Santiagos (18.–21. Juli)
- Fest zu Ehren San Roques (12.–26. August)